# 3C 191
3سي 191 هوَ نجم زائف يتواجد في كوكبة السرطان.